# Crtež
Crtež je grafički prikaz oblika na nekoj površini. U širem smislu, slika predmeta ili pojava, rađena pomoću grafičkih sredstava linijom, znakom, mrljom, točkom. Kombinacijom čistih linija, spajanjem crta i mrlja, kontrastom crnog i bijelog, efektom svijetla i sjene postiže se linearnost i plastičnost (trodimenzionalnost) crteža. Crtež je način izražavanja koji je stariji od pisane riječi.
Tehnike koje se koriste pri stvaranju crteža nazivaju se crtačke tehnike.
U crtežu se linijom mogu izraziti dvije osnovne dimenzije: visina i širina. Privid trodimenzionalnog volumena (prostorne dubine) postiže se primjenom pravila geometrijske perspektive.  
Ako u crtežu prevladava crta, odnosno linija kao osnovni likovni element, takav se crtež naziva linearnim.
Ako je crtež izveden svjetlom i sjenom, odnosno tonovima, onda se takav crtež zove tonski ili slikarski crtež. Crtež je najčešće jednobojan, ali može biti i u više boja.
Umjetnički crtež je osnova svim oblicima likovnog stvaralaštva: grafici, slikarstvu, kiparstvu i arhitekturi. Crtež može biti samostalno i potpuno završeno djelo ili služi kao početni, pripravni stadij pri koncipiranju slike, u fiksiranju određene zamisli i oblika u prostoru. 
Kao i druga likovna djela, crteži se tematski dijele na crteže prema promatranju i crteže prema zamišljanju (imaginaciji).
Crtež rađen po promatranju prirodnih oblika sredstvo je kojim se na specifičan (umjetnički) način definira odraz stvarnosti.